# .300 Winchester Magnum
Il .300 Winchester Magnum (noto anche come .300 Win Mag, 300WM o 7,62 × 67mm) è una cartuccia da carabina, introdotta dalla Winchester Repeating Arms Company nel 1963. Il .300 Winchester Magnum è una cartuccia magnum progettata per adattarsi a un fucile standard. Si basa sul .375 H&H Magnum, il quale è stato accorciato e abbassato per ridurre il proiettile alla grandezza del calibro 30 (7,62 mm).
Il .300 Winchester è estremamente versatile ed è stato adottato da una vasta gamma di utenti tra cui cacciatori, tiratori scelti, unità militari e dipartimenti di polizia. Il .300 Win Mag è il più popolare calibro .30 magnum per i cacciatori americani, nonostante sia superato dalle prestazioni dei più potenti .300 e .30-378 Weatherby Magnums e il più recente .300 Remington Ultra Magnum. È utilizzato per la caccia alci, in quanto possono offrire migliori prestazioni a lungo raggio con un peso della pallottola migliore rispetto alla maggior parte delle altre cartucce calibro .30. I reparti militari e delle forze dell'ordine hanno adottato la cartuccia per il tiro dalla distanza e nel tiro a segno. A dimostrazione della sua accuratezza, sin dalla sua introduzione ha vinto diverse competizioni nel tiro a segni da 1000 yard (910 m).